# Motril
Motril è un comune spagnolo di 58 798 abitanti situato nella comunità autonoma dell'Andalusia. Capitale della Costa di Granada detta Costa Tropical, è situata ai piedi della Sierra Nevada.
La sua economia si basa su industria, agricoltura e turismo. Il clima particolare consente un'agricoltura di primizie e oltre che la coltivazione degli agrumi e della frutta mediterranea anche di quella tropicale e della canna da zucchero. L'industria è dedicata alla produzione della carta, alla raffinazione del petrolio e, tradizionalmente, a quello della canna da zucchero . L'economia fa inoltre leva sul commercio e sul turismo grazie anche al porto che è commerciale, di pesca e turistico. Il turismo non è solo balneare estivo nelle diverse e attrezzate spiagge, ma climatico e per lo sport, per il quale ci sono moderne attrezzature (ad esempio con campi di golf e di altri sport).

## Storia
Dai reperti archeologici e dalla presenza di grotte si afferma che tribù umane erano presenti nella zona fin dal neolitico medio. Dal IV secolo a.C. i Fenici installarono piccoli porti abitati per la pesca e il commercio, come dimostrano i numerosi resti d'imbarcazione trovati. La dominazione romana è documentata dai resti di diverse ville ubicate nei pressi della via Heraclea o Herculea. La zona di Motril faceva parte del municipium Firmum Iulium Sexi oggi Almuñécar.
Non vi sono testimonianze della presenza dei Visigoti, mentre è certa quella dei Mori ai quali Motril deve il nome che per gli Arabi era Mu-Tra-Yi, ma anche dell'introduzione della coltivazione della canna da zucchero, che per diversi secoli diventò la principale risorsa economica della città. Sotto la dominazione musulmana Motril fece parte del regno di Granada e fu munita di una cinta muraria e di un castello su una collina che la sovrasta.
Nel 1489 fu conquistata dalle truppe dei Re Cattolici, ma ben presto dovette subire sollevazioni dei Moreschi e gli attacchi delle tribù berbere accorse in Spagna, la popolazione cristiana si oppose tenacemente e i Re Cattolici concessero nel 1500 a Motril la giurisdizione propria e la facoltà di avere un proprio municipio e non dipendere più da Granada. In seguito si ebbero altre sollevazioni e attacchi berberi e in conseguenza fu ricostruita e fortificata la cinta muraria e la chiesa Mayor de la Encarnacion fu costruita come una fortezza, con torre e cinta di mura per servire, in caso di nuove sollevazioni o attacchi, da rifugio per i cristiani. L'ultima sollevazione moresca avvenne nel 1569 e finì nel 1570 con la vittoria definitiva dei Cristiani e la cacciata dei Moreschi con perdita demografica, recessione della produzione della canna e dello zucchero, e necessità di ripopolazione con spagnoli cristiani.
Nel XVII secolo Motril aveva già ripreso il progresso economico e si era ripopolata, però si verificò la terribile epidemia di peste (la famosa peste manzoniana) che colpì l'Europa e decimò la popolazione. Nel 1667 Filippo IV concesse il titolo di "città" a Motril e, all'inizio del XVIII secolo, Filippo V il titolo di Ciudad Muy Noble y Leal, con i privilegi che ciò comportava.
Nel 1766 venne costituita come in altri centri spagnoli la Real Sociedad Economica de los Amigos del Pais, che si proponeva il progresso economico del paese. Durante la guerra d'indipendenza fu occupata dai Francesi, poi la città risorse ponendosi a capo dell'industrializzazione della provincia di Granada di cui faceva parte come oggi, si incrementò la produzione della canna e dello zucchero e si progredì economicamente aumentando anche il numero degli abitanti. Nel 1909 si provvide ad effettuare lavori nel porto ed a migliorare le comunicazioni stradali con l'entroterra andaluso. Attualmente la città gode di una certa prosperità nel contesto spagnolo.
Il 31 luglio del 1993 vi morì per un attacco cardiaco Baldovino I, re del Belgio.

## Clima
| Motril (1981-2010)  | Mesi | Mesi | Mesi | Mesi | Mesi | Mesi | Mesi | Mesi | Mesi | Mesi | Mesi | Mesi | Stagioni | Stagioni | Stagioni | Stagioni | Anno  |
| Motril (1981-2010)  | Gen  | Feb  | Mar  | Apr  | Mag  | Giu  | Lug  | Ago  | Set  | Ott  | Nov  | Dic  | Inv      | Pri      | Est      | Aut      | Anno  |
| ------------------- | ---- | ---- | ---- | ---- | ---- | ---- | ---- | ---- | ---- | ---- | ---- | ---- | -------- | -------- | -------- | -------- | ----- |
| T. max. media (°C)  | 17,6 | 18,3 | 20,0 | 21,5 | 23,7 | 27,0 | 29,5 | 30,1 | 27,4 | 24,2 | 20,7 | 18,6 | 18,2     | 21,7     | 28,9     | 24,1     | 23,2  |
| T. min. media (°C)  | 10,0 | 10,9 | 12,5 | 14,9 | 17,1 | 19,4 | 21,9 | 22,2 | 20,1 | 17,8 | 13,5 | 11,3 | 10,7     | 14,8     | 21,2     | 17,1     | 16,0  |
| Precipitazioni (mm) | 49,2 | 40,4 | 28,6 | 30,8 | 19,7 | 6,1  | 0,8  | 1,9  | 21,4 | 46,2 | 63,8 | 70,0 | 159,6    | 79,1     | 8,8      | 131,4    | 378,9 |

## Monumenti e luoghi d'interesse
- Santuario di Nuestra Señora Virgen de la Cabeza su una collina dalla quale si scorge il panorama della città e della Costa Tropical. Si dice che la madre di Boabdil, la regina Aixa, risiedeva su quella collina in un castello detto Qabat-al- Xaiar che fu distrutto nel 1489 per ordine dei Re Cattolici; nel 1631 si cominciò a costruire l'attuale santuario.
- Chiesa Mayor de Encarnacion, di cui si è già detto, situata nella Plaza Mayor che aveva vecchie case musulmane e una moschea al posto della quale sorse la chiesa con torrione e mura nel 1514.
- Le chiese del Carmen  del XVI secolo, de la Victoria  del 1604, le case signorili Garach del XX secolo, de Ruiz, de la Condesa de Torre-Isabel, l'Ayuntamiento del 1730 modificato nel XX secolo, il Teatro Calderón de la Barca del 1881 nello stile dei teatri italiani.